# Anne Fernández de Corres
Anne Fernández de Corres Del Río (Vitoria, 30 de mayo de 1998) es una jugadora de rugby española, dos veces campeona de Europa y del WXV 3 en 2024 con la selección española.

## Biografía
Cuando era una niña su tía Ángela que jugaba en el equipo senior femenino del Gaztedi RT le animó a jugar en el Gaztedi Rugby Taldea de Vitoria; hasta los 15 años jugó en grupos mixtos en la escuela y en 2014 se incorporó a la selección absoluta femenina.
Se trasladó a Madrid en 2016 para estudiar y se incorporó al Club de Rugby Cisneros. En la primera temporada subió a la División de Honor donde estuvo durante 2 años. Dejó los estudios de fisioterapia para cursar Ciencias de la Actividad Física y del Deporte en Madrid.

## Equipos
| Equipo                 | Años      |
| ---------------------- | --------- |
| Gaztedi Rugby Taldea   | 2014-2016 |
| Club de Rugby Cisneros | 2016-2019 |
| Eibar Rugby Taldea     | 2021-2022 |

## Selección española
En 2015 debutó con la selección española, tanto en las convocatorias de rugby 15 como de seven. Desde entonces se ha convertido en una jugadora imprescindible en la selección. Jugó por primera vez en Madrid con la selección del XV el 19 de diciembre de 2015 contra la selección de Hong Kong, siendo jugadora del Gaztedi con 17 años. Ha jugado dos campeonatos europeos (en 2016 en Madrid y en 2018 en Bruselas) y ha sido campeona en ambos. En 2017 jugó el Campeonato del Mundo en Irlanda y se jugó el décimo campeonato.
Debutó en la selección nacional en septiembre de 2015, en la selección sub-18. Jugó en los Campeonatos de Europa de 2015 y 2016 y terminó segundo en ambos. Desde entonces, la selección absoluta ya ha jugado en tres campeonatos europeos y 11 mundiales. También ha jugado en la fase de clasificación para los Juegos Olímpicos pero no ha podido clasificarse.
Desde 2019 forma parte del programa de alto rendimiento Blume de la Federación Española de Rugby.

## Premios
- Rugby Europe Women's Championship (2): 2016 y 2018[11]
- WXV 3 (1): 2024
- 25 internacionalidades con la Selección española (debutó el 19 de diciembre del 2015 contra Hong Kong)
- 83 internacionalidades con la Selección española de rugby a 7